# Сидоренково (Сумская область)
Сидоренково (укр. Сидоренкове) — село,
Липоводолинский поселковый совет,
Липоводолинский район,
Сумская область,
Украина.
Село ликвидировано в 1979-1988 гг.

## Географическое положение
Село Сидоренково находится на расстоянии в 1 км от села Побиванка.
По селу протекает пересыхающий ручей с запрудой.